# Зоркул
Зоркул е езеро в планините Памир и Хиндукуш. То се простира на 25 km от изток на запад. Афгано — Таджикистанската граница от изток на запад минава по езерото, след което завива към връх Конкорд (5469 m) на юг от езерото. Северната половина на Зоркул се намира в Таджикистан. Река Памир извира от езерото и продължава на запад по границата на двете страни.